# برادران وارنر دیسکاوری
برادران وارنر دیسکاوری (انگلیسی: Warner Bros. Discovery) شرکت خوشه‌ای رسانه گروهی چندملیتی آمریکایی است، که در سال ۲۰۲۲ از ادغام شرکت دیسکاوری و گروه وارنر مدیا تأسیس شد.
شرکت برادران وارنر دیسکاوری یک شرکت چندملیتی رسانه جمعی و سرگرمی آمریکایی است که دفتر مرکزی آن در شهر نیویورک قرار دارد. دارایی‌های این شرکت به دو بخش تقسیم می‌شوند: استریمینگ و استودیوز - که شامل استودیوهای پرچمدار برادران وارنر، اچ‌بی‌او، دی‌سی انترتینمنت و سرویس‌های استریم این شرکت و سایر دارایی‌ها می‌شود، و گلوبال لاینر نتورکز - که عمدتاً شامل شبکه‌های کابلی با پشتیبانی تبلیغات است که از اسلاف خود یعنی دیسکاوری (مانند کانال دیسکاوری و غیره)، اسکریپس نتورکز اینتراکتیو و ترنر برودکستینگ سیستم (مانند کارتون نتورک، سی‌ان‌ان، تی‌بی‌اس و تی‌ان‌تی و غیره) به ارث رسیده‌اند. وارنر برادرز دیسکاوری اینترنشنال نیز در این بخش گنجانده شده است که بر عملیات پخش برادران وارنر دیسکاوری در خارج از ایالات متحده نظارت دارد.